# Liechtensteiner Fussballverband

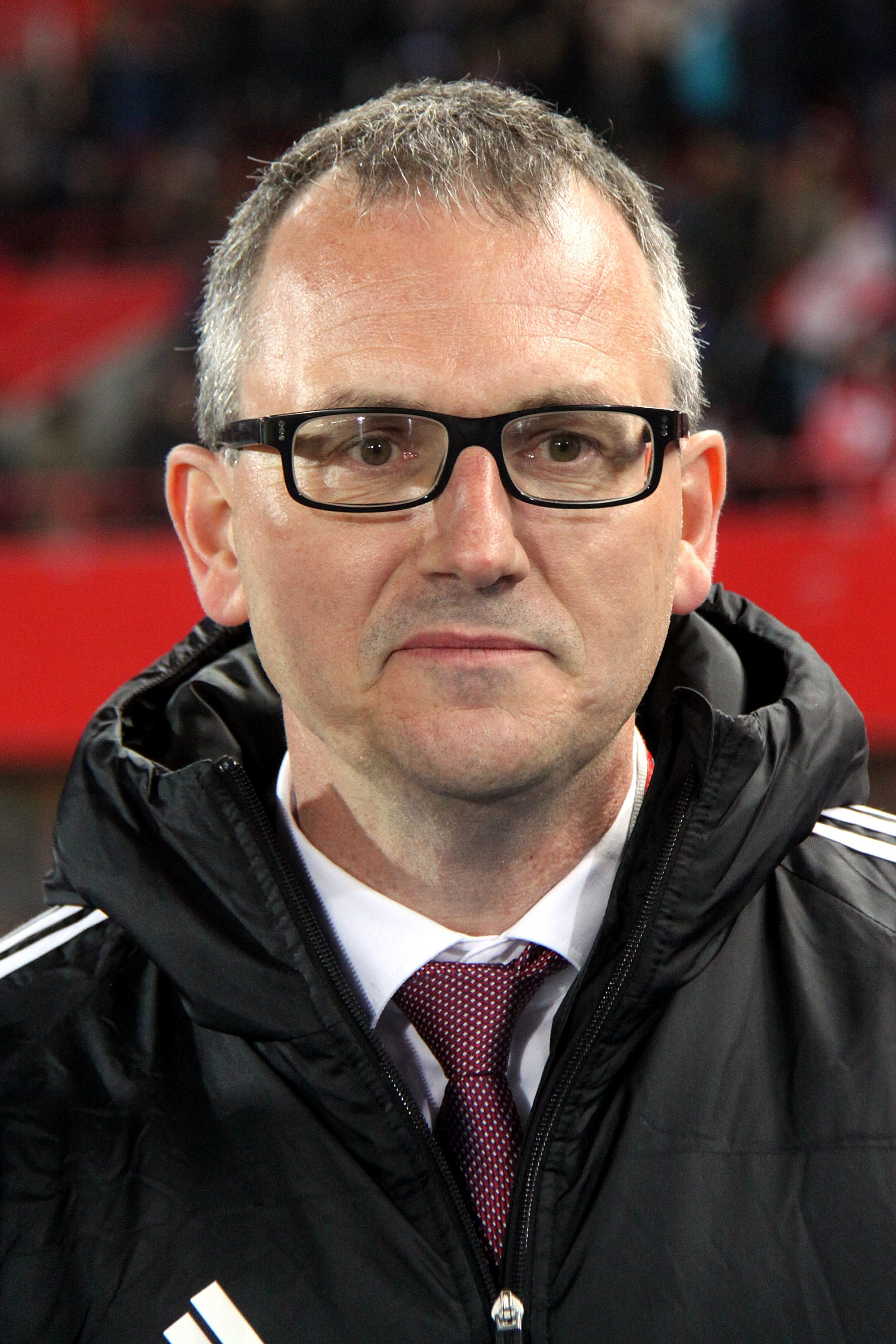
President Hugo Quaderer

 Liechtensteiner Fussballverband ansvarar för den organiserade fotbollen i Liechtenstein och bildades 28 april 1934 för att 1974 anslutas till FIFA. Huvudkontoret finns i Vaduz.	
Liechtenstein har en egen cupturnering, Liechtensteiner Cup, men saknar nationellt seriespel. I stället tävlar klubbarna inom det schweiziska seriesystemet.

### Fotnoter
1. ↑  ”Liechtenstein” (på tyska). Ran. https://www.ran.de/datenbank/fussball/te13993/liechtenstein/kader/. Läst 17 mars 2018.